# Driss Chraïbi

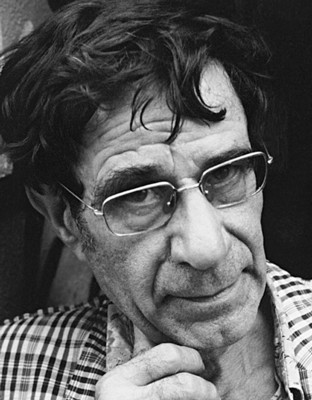
Driss Chraïbi

Driss Chraïbi (arabisch إدريس الشرايبي, DMG Idrīs aš-Šrāybiyy; * 15. Juli 1926 in El Jadida, Französisch-Marokko; † 1. April 2007 in Crest, Département Drôme) war ein französischsprachiger marokkanischer Schriftsteller.

## Leben
Chraïbi wuchs als Sohn eines Teehändlers in einer bürgerlichen Familie auf, die ihm eine breite Ausbildung in Casablanca ermöglichte. Nach der Koranschule und dem Abitur an einem französischen Gymnasium ging er 1945 nach Paris, um Chemie und Neuropsychiatrie zu studieren. 1952 brach er sein Studium ab und wandte sich von den Naturwissenschaften ab, um sich ganz dem Schreiben zu widmen, zunächst als Redakteur und Journalist. Er unternahm zahlreiche Reisen und arbeitete in den unterschiedlichsten Berufen: als Chemiker, Ingenieur, Nachtwächter, Fotograf und Arabischlehrer.
1954 erschien sein erster Roman Le passé simple, der als Abrechnung mit der traditionellen marokkanischen Gesellschaft einen Skandal in Marokko auslöste und dort bis 1977 verboten blieb. In seinem 1955 nachfolgenden Roman Die Sündenböcke verarbeitete er die Erfahrung, dass auch die fremde, die französische Gesellschaft keine Flucht in eine andere Zivilisationsform zuließ. Sein Roman Die Zivilisation, Mutter!, erschienen 1972, gilt als eines der originellsten Werke in der maghrebinischen Literatur.
Im Krimiroman Ermittlungen im Landesinnern von 1981 erfand Chraïbi den Inspektor Ali, eine seiner liebsten Romanfiguren. Dieser in Casablanca wohnende Polizeidetektiv ermittelt nicht nur in den Bergen Marokkos, sondern auch in Großbritannien (Inspektor Ali im Trinity College, 1995), in den USA (L’inspecteur Ali et la CIA) und in Afghanistan (L’homme qui venait du passé, 2004).
Chraïbi hat auch Hörspiele verfasst, darunter Adaptationen von Werken Hemingways.

## Werke

### Romane
- Le passé simple (1954)
- Les Boucs (1955; dt. Die Sündenböcke 1994, Donata Kinzelbach, Mainz 1994), ISBN 3-927069-24-8
- De tous les horizons (1958)
- La foule (1961)
- Succession ouverte (1962)
- L’âne (1965)
- Un ami viendra vous voir (1967)
- La civilisation, ma mère! (1972)
  - Die Zivilisation, Mutter! Aus dem Französischen von Helgard Rost. Mit einem Nachwort von Khálid Durán. Unionsverlag, Zürich 1982, ISBN 978-3-293-20463-8 (deutsche Erstausgabe)
  - Diese Zivilisation, Mutter! Aus dem Französischen von Helgard Rost. Nachwort von Swetlana W. Proshogina. Philipp Reclam jun., Leipzig 1982, ISBN 3-293-20029-X (Lizenzausgabe)
- Mort au Canada (1977)
- Une enquête au pays (1981)
  - dt. von Angela Tschorsnig: Ermittlungen im Landesinnern, Roman aus Marokko; mit einem Nachwort von Hartmut Fähndrich. Lenos Verlag, Basel 1992, ISBN 3-85787-209-8.
- La mère du printemps (1982).
- Naissance à l’aube (1986).
- D’autres voix (1986).
- L’inspecteur Ali (1991)
- Les aventures de l’âne Khal (1992)
- Une place au soleil (1993)
- L’homme du livre (1995) (dt. "Mohammeds Berufung", Edition Rugerup, Berlin 2016), ISBN 978-3-942955-48-5
- L’inspecteur Ali à Trinity College (1996; dt. Inspektor Ali im Trinity College 1998), ISBN 3-293-20226-8
- L’inspecteur Ali et la CIA (1998)
- L’homme qui venait du passé (2004)

### Memoiren
- Vu, lu, entendu (1998)
- Le Monde à côté (2001)

## Sekundärliteratur
- Eva Seidenfaden: Ein kritischer Mittler zwischen zwei Kulturen: der marokkanische Schriftsteller Driss Chraibi und sein Erzählwerk. Romanistischer Verlag, Bonn 1991, ISBN 3-924888-69-8
- Ulrich Döring: Spurensuche. Kultur und kulturelle Identität in Driss Chraibis Berber-Trilogie. Peter Lang, Frankfurt 2003, ISBN 978-3-631-51514-3
- Khalid Duran: Nachwort. In Driss Chraïbi: Die Zivilisation, Mutter! Union, Zürich 2009, ISBN 978-3-293-20463-8 (S. 177–188)
- Hartmut Fähndrich: Nachwort. In Driss Chraïbi: Ermittlungen im Landesinnern. Roman aus Marokko. Lenos, Basel 2010, ISBN 978-3-85787-737-7 (Das Nachwort in allen Lenos-Ausgaben seit 1992)
- Houaria Kadra-Hadjadji: Contestation et révolte dans l'oeuvre de Driss Chraïbi. Publisud, Paris 1986 ISBN 2866002547